# Dust (gioco)
Dust è un gioco da tavolo strategico pubblicato da Editrice Giochi nel 2007. Ambientato in un presente alternativo, lo scopo è darsi battaglia su un planisfero con eserciti terrestri, aerei e flotte navali, per il dominio sulla Terra.

## Ambientazione
Dust è ambientato nel mondo creato dal disegnatore Paolo Parente per il fumetto omonimo.
Nel 1938, una nave scientifica tedesca, durante una missione segreta in Antartide, si imbatté nel relitto di una navicella aliena, con tanto di occupante ancora vivo. Gli scienziati tedeschi dell'epoca, in vista del prossimo conflitto globale, studiarono la tecnologia aliena per trarne nuove e potentissime armi. Tutta la tecnologia aliena sembrava dipendere da una nuova e sconosciuta forma di energia, il Vrill Kultur (VK), di cui la Terra possedeva vasti giacimenti. Presto anche le altre nazioni trafugarono i segreti e le applicazioni della nuova tecnologia. La corsa agli armamenti risultante trascinò il mondo in una guerra senza fine in cui storiche alleanze e consolidate ideologie vennero sostituite da nuove fazioni e poteri.

## La plancia
La plancia rappresenta un planisfero con aree di terra, aree di mare, giacimenti VK e sei capitali.

## Scopo del gioco
Lo scopo del gioco è arrivare per primo a 40 punti vittoria. I punti vengono assegnati alla fine di un giro di gioco secondo ciò che un giocatore controlla, dalle capitali ai giacimenti VK, e in funzione di chi ha la supremazia sui territori di terra, di mare e sulla produzione.

## Svolgimento del Gioco
All'inizio di ogni giro, i giocatori scelgono una carta tra quelle in loro possesso. La carta serve a determinare l'ordine di gioco, il numero di attacchi e spostamenti a disposizione del giocatore, un bonus di produzione per quel turno e infine la possibilità di usare un potere speciale collegato all'illustrazione sulla carta. 
Ogni turno di un giocatore consiste in tre fasi: 
- fase di produzione;
- fase di spostamento;
- fase di attacco.

### Fase di Produzione
Nella fase di produzione ogni giocatore ha a disposizione un quantitativo di punti spendibile pari a:
- 6 punti se è in possesso della propria capitale;
- 3 punti per ogni coppia centro di produzione - giacimento VK;
- bonus della carta.

Tale capitale di punti si può usare per comprare la varie unità, i cui costi sono:
- carro armato: 2 punti;
- caccia: 3 punti;
- sottomarino: 4 punti;
- robot: 5 punti;
- bombardiere: 6 punti;
- centro di produzione: 6 punti.

### Fase di Spostamento
Sono possibili quattro tipi di movimento:
- aereo/terrestre;
- marittimo;
- anfibio;
- strategico (riservato ai bombardieri).

Questi movimenti permettono di spostare le proprie armate anche molto lontano sulla plancia, per cui il gioco è caratterizzato da repentini cambi di fronte.

### Fase di Attacco
Sono possibili cinque tipi di attacco:
- terrestre;
- anfibio;
- navale;
- bombardamento navale;
- attacco ai sottomarini.

I primi tre si risolvono con una serie di lanci di dadi alternati, cominciando dal giocatore con l'iniziativa. Infatti le unità dispongono di un valore di iniziativa e di un valore di potenza di fuoco, che indica il numero di dadi che può tirare l'unità.
È permesso ritirare una propria unità dal combattimento prima di ogni tiro di dado, se c'è una linea di ritirata, cioè una casella adiacente dello stesso esercito.
Gli ultimi due tipi di attacco prevedono un solo tiro di dadi, a cui non si può rispondere, rispettivamente compiuto da sottomarini ai danni di unità di terra e da bombardieri ai danni di sottomarini.

### Assegnazione Punti Vittoria
Quando tutti i giocatori hanno svolto il loro turno, si possono assegnare i punti in questo modo:
- 2 punti per ogni capitale sotto il proprio controllo;
- 1 punto ogni tre giacimenti VK posseduti;
- 2 punti per chi ha il maggior numero di aree di terra sotto controllo (supremazia terrestre);
- 2 punti per chi ha il maggior numero di aree di mare sotto controllo (supremazia marittima);
- 2 punti per chi ha il maggior numero di centri di produzione sotto controllo (supremazia di produzione).